# De wereldreis van meneer Konijn

Meneer Konijn

De wereldreis van meneer Konijn was een inzamelactie van de Vlaamse radiozender Q-music. De actie, waarbij een knuffeldier genaamd 'Meneer Konijn' een wereldreis maakte waarbij iedere afgelegde kilometer 2 cent opbracht, begon op 27 januari 2012 en eindigde tijdens een slotshow op 21 december van datzelfde jaar.

## Ontstaan
Begin 2012 deden presentatoren Sven Ornelis, Kürt Rogiers en Wine Lauwers van het programma Showtime een oproep om knuffeldieren in te sturen. Aan de luisteraars werd vervolgens gevraagd om uit de inzendingen één knuffeldier aan te duiden dat op wereldreis zou gaan om geld in te zamelen voor het goede doel. De luisteraars kozen massaal voor Meneer Konijn, de knuffel van Noa Vanderheyden die samen met haar tweelingzusje Fenna te vroeg geboren werd maar na twee maanden overleed.
Op 27 januari begon meneer Konijn aan zijn wereldreis. Luisteraars konden zich kandidaat stellen om hem mee te nemen tijdens hun reis en elke kilometer die meneer Konijn af zou leggen zou 2 cent opbrengen voor het goede doel.

## Resultaat
Wat begon als een kleinschalige actie mondde uit in een nationaal evenement. Luisteraars zetten acties op om geld in te zamelen en er kwam een speciaal meneer Konijnlied. Op het slotevenement werd bekendgemaakt dat de actie ruim 150.000 euro opgebracht had. Meneer Konijn zelf zamelde 6.172 euro in. De Vlaamse Regering deed daar nog eens 50.000 euro bij zodat de slotsom meer dan 200.000 euro bedroeg. Dit bedrag kwam geheel ten goede aan de vzw 'Kindergeluk'.
De actie kreeg in 2013 een vervolg in de vorm van spaarpotjes die over het land verspreid werden om geld in te zamelen.